# Performativita
Performativita (z lat. performāre – ztvárnit, stvořit) je specifickým druhem performance (vystoupení), zabývající se jazykem (verbálním i neverbálním) jako schopností realizovat myšlenky a názory, neboli převést ideu v čin. Performativita se soustředí na čirou přítomnost (spojeno s originalitou, neopakovatelností). Jedná se o singulární zkušenost, kterou nelze převést na pravidelnost kódu. S pojmem performativita pracuje mnoho vědních oborů, např. sociologie, filosofie, psychologie, antropologie, ale také lingvistika či divadelní věda.

## Teorie
Slovy Ervinga Goffmana: „Všichni hrajeme divadlo.“ Obdobnou myšlenku vyjádřil již kdysi Shakespeare: „Celý svět je jeviště a všichni lidé na něm jen herci.“ Goffman ve své publikaci The Presentation of Self in Everyday Life představuje chování – performance (do kterého spadá samozřejmě i řeč – performativita) jako škálu možných reakcí od upřímnosti až k cynismu a dodává, že jejich užití nezávisí na individuální identitě člověka, ale odvíjí se od konkrétní situace, ve které se člověk nachází.

## Paradox performativity
Pokud je jako hnací motor komunikace vnímána singularita (chuť objevit něco nového a jedinečného), pak performativita popírá svou vlastní funkci. Aby mohla být singularita zachycena, musí podléhat iterabilitě (opakovatelnosti), čímž už ale dochází k jejímu zkreslení a neúplnosti. Performativita má za úkol udržet v chodu systém (jazyk, sdělitelnost, pravidlo, zákon, status quo), ale přitom jej nevyhnutelně postupně mění a nakonec i ruší. Singularitu nezprostředkuje a regularitu neudrží.

## Historie

### John Langshaw Austin
Historie tohoto pojmu sahá až do padesátých let 20. století. Britský filozof John Langshaw Austin, tehdy inspirovaný Georgem E. Moorem a Ludwigem Wittgensteinem, tvrdil, že užívání jazyka je specifickým druhem jednání, které má svůj cíl a které vyvolává jisté účinky. Podle Austina existují situace, kdy vykonání určité činnosti je zcela nerozlučně spjato s vyslovením nějaké výpovědi. Jeho úvahy o tzv. performativních výpovědích a o různých typech řečových promluv tvoří základy významné teorie řečových aktů. Austin zde odlišil akty konstativní (pouze situaci popisují) od aktů performativních (jejich pronesením vytváří danou situaci).To, co jazyk a jeho prostřednictvím mluvčí činí, poskytlo četné impulzy pro výzkum nejen v oblastech filozofie jednání, pragmatiky, sociolingvistiky, textové lingvistiky, ale i stylistiky, literární vědy, genderových studií atd.
John L. Austin přiřadil název „perfromativní výpověď“ k situaci, kdy říkání něčeho znamenalo spíše něco dělat, než jen informovat o realitě nebo ji popisovat – vyslovit větu znamená udělat to, nejen popisovat svůj úkon. Ve své knize Jak udělat něco slovy tvrdí, že žádná z citových výpovědí není ani pravdivá, ani nepravdivá. Vycházíme z toho, že naše aktivita je prostě zjevná, a nemusíme ji tedy nijak dál dokazovat.

### John Searle
Současný americký filozof John Roger Searle většinově s Austinem souhlasí, avšak kritizuje například jeho nejednotný princip klasifikace nebo zmatek mezi slovesy a skutky. Na rozdíl od Austina, který si myslí, že všechny ilokuční akty potřebují specifické lingvistické instituce, Searle ignoruje nutnost jejich kontextu. Tvrdí, že je možné je nahradit tzv. jazykovými prostředky.

### Jacques Derrida
Realizace řečových aktů je velmi krátkým procesem, který závisí na neustálém performování, jež udržuje jejich status v chodu a aktuálnosti. Komunikace není samozřejmostí. Proto je třeba performativní akty neustále udržovat v platnosti. Jacques Derrida popisuje ve své knize Síla zákona, že ani zákon není založen na nějaké esenci, která by jej popisovala. Sám sebe dělá řečovým aktem. Spravedlivé rozhodnutí je podle Derridy performativním výkonem.

### Judith Butler
Americká filozofka a teoretička genderových studií Judith Butler propojila performativitu právě s její prací na poli genderu. Dříve se předpokládalo, že identita jedince je zdrojem druhotných znaků jako je právě řeč nebo gesta. Butler toto tvrzení převrátila a tvrdí, že řečové akty a neverbální komunikace naopak definují jedincovu identitu. To ji také později vedlo k poznání, že gender (pohlaví, jako které se identifikuji – nezávislé na biologickém pohlaví) je pouze sociální konstrukt a projevy, ze kterých chápeme, že např. muž je muž, jsou pouze projevy vštípené (naučené) společností a mohou být změněny.

## Performativita v žurnalistice
Hanns Joachim Friedrichs, německý novinář, v noci z 9. na 10. listopadu 1989 oznámil, že brány Berlínské zdi jsou otevřeny dokořán („die Tore in der Mauer stehen weit offen“). Ve skutečnosti ale v tu chvíli byly brány stále ještě uzavřeny. Až následně po této zprávě se vydaly tisíce obyvatel východního Berlína pochodovat ke zdi a donutily stráže brány otevřít. Ve smyslu performativity tedy Friedrichs svými slovy změnil myšlenky v realitu.